# Borecha
Borecha est un woreda de l'ouest de l'Éthiopie situé dans la zone Buno Bedele de la région Oromia. Il a 73 708 habitants en 2007. Son centre administratif est Yanef.

## Situation
D'abord rattaché à la zone Illubabor,, Borecha est désormais dans le sud de la zone Buno Bedele. Le woreda est limitrophe de la zone Jimma à l'est et (sur une courte distance) de la zone Misraq Welega au nord.
|       | Nunu Kumba |             |
| Gechi | Borecha    | Limmu Sakka |
|       | Dedesa     | Limmu Kosa  |

Son centre administratif peut s'appeler Yanef ou Yanfa selon les cartes. Il se trouve vers 2 100 m d'altitude, 50 km au sud-est de Bedele.

## Population
Au recensement national de 2007, le woreda compte 73 708 habitants dont 4 % de citadins avec 2 726 habitants à Yanef.
La plupart des habitants du woreda (95 %) sont musulmans, 4 % sont orthodoxes et moins de 1 % sont protestants.
En 2022, la population du woreda est estimée à 104 883 personnes avec une densité de population de 142 personnes par km2 et 739 km2 de superficie.